# Krystyna Maria de France
Krystyna Maria de France, fr. Christine de France, Chrétienne, wł. Maria Cristina di Francia, Madama Reale (ur. 10 lutego 1606, zm. 27 grudnia 1663) – regentka Sabaudii w latach 1637–1663.

## Życiorys
Urodziła się w Paryżu jako córka króla Francji – Henryka IV i jego drugiej żony – Marii Medycejskiej. Była młodszą siostrą króla Ludwika XIII i Elżbiety, królowej Hiszpanii. Była starszą siostrą Mikołaja i Gastona, książąt Orleanu oraz Hernyki Marii, królowej Anglii.
10 lutego 1619 w Paryżu poślubiła Wiktora Amadeusza I, księcia Sabaudii (syna Karola Emanuela I, księcia Sabaudii, i Katarzyny Michaliny Habsburg, księżniczki hiszpańskiej). Wiktor Amadeusz został księciem po śmierci swojego ojca, w 1630, ale zmarł już w 1637. Krystyna Maria była mocną, śmiałą kobietą i dlatego udało jej się zostać regentką podczas rządów jej dwóch kolejnych synów; najpierw Franciszka Hiacynta, następnie Karola Emanuela II.
Bracia jej zmarłego męża – Maurycy Sabaudzki i jego młodszy brat Tomasz byli przeciwnikami regentki, jako Francuzki z pochodzenia. Kiedy w 1638 zmarł mały Franciszek Hiacynt, obaj bracia rozpoczęli piemoncką wojnę domową i uzyskali wsparcie Hiszpanii. Powstały dwie partie: principisti (sojusznicy książąt) i madamisti (sojusznicy Madama Reale). Po 4 latach walk, Krystyna Maria wygrała dzięki wsparciu Francji. Udało jej się zatrzymać księstwo dla jej syna, ale również ograniczyć wpływy francuskie w księstwie. Kiedy podpisano pokój w 1642 Maurycy zrezygnował z tytułu kardynała i poślubił swoją 14-letnią siostrzenicę – Ludwikę Krystynę, prosząc najpierw o dyspensę papieża Pawła V. Maurycy został później gubernatorem Nicei. Krystyna Maria zmarła w 1663, w Turynie.

## Potomstwo Krystyny Marii i Wiktora Amadeusza I
- Ludwik Amadeusz (1622–1628),
- Franciszek Hiacynt (1632–1638),
- Karol Emanuel II (1634–1675),
- Ludwika Krystyna (1629–1692), żona jej wuja – Maurycego Sabaudzkiego,
- Małgorzata Jolanta (1635–1663), żona Ranuccio II Farnese, księcia Parmy,
- Adelajda Henrietta (1636–1676), żona Ferdynanda Marii Wittelsbacha, elektora Bawarii,
- Katarzyna Beatrice (1636–1637).